# کولبرتوسور
کولبرتوسور (نام علمی: Colbertosaurus) نام یک سرده از راسته ددکمانان است.